# トミー・グミナ
トミー・グミナ（Tommy Gumina、1931年5月20日 - 2013年10月28日）は、アメリカのジャズ・アコーディオン奏者および楽器製作者。
グミナは11歳でアコーディオンを演奏し始め、1940年代の後半を通してシカゴで楽器のレッスンを受けた。人気のある伴奏者として1952年にテレビでハリー・ジェイムスと働き始め、1955年にグミナは自身のソロとアンサンブルの両方で仕事をするようになっていった。1960年代にはバディ・デフランコやウィリー・スミスとレコーディングを行い、増幅された音が電子オルガンの音に似ている電気アコーディオンを改造する実験を始めている。1970年代にもパフォーマーとして活動すること（1974年のアート・ペッパーとの活動など）はあったが、カリフォルニア州ノースハリウッドを拠点とするポリトーン楽器（Polytone Musical Instruments）におけるアンプ製造の仕事に比重を置くようになっていった。彼とジョー・パスは、1987年にポリトーン・レコード（Polytone Records）を共同で設立した。

## ディスコグラフィ

### リーダー・アルバム
- Hi-Fi Accordion... (1957年、Decca)
- Mood Italiano (1958年、Decca)
- The Virtuoso Accordion (1959年、Decca)
- Pacific Standard Swingin'! Time (1960年、Decca) ※with バディ・デフランコ
- Presenting (1961年、Mercury) ※with バディ・デフランコ
- Kaleidoscope (1962年、Mercury) ※with バディ・デフランコ
- Pol.Y.Tones (1963年、Mercury) ※with バディ・デフランコ
- The Girl from Ipanema (1964年、Mercury) ※with バディ・デフランコ
- Sound Project (1987年、Polytone) ※with ジョー・パス
- 『枯葉』 - Autumn Leaves (1991年、Polytone) ※with ジョー・パス、バディ・デフランコ
- 『ポリカラーズ』 - Polycolors (1993年、Polytone) ※with ロン・エシュテ
- 『ラヴ・ウォークト・イン』 - Love Walked in (1995年、Polytone) ※with ジョー・パス